# Bernard Deubelbeiss
Bernard Deubelbeiss, né en 1953 à Clermont-Ferrand dans le Puy-de-Dôme, est un illustrateur et écrivain contemporain de nationalité franco-suisse.

## Biographie
Dessinateur précoce, il suit des études d'architecture et devient technicien des bâtiments de France. Il quitte l'administration en 1987 pour se consacrer à plein temps à son domaine de prédilection, l'illustration. Il participe alors à de nombreux ouvrages, d'abord en Auvergne, puis à Bordeaux où il réside depuis 1994. Dans les années 1980, il se lance dans la création de livres maquettes avec l'architecte Paul De Boever et l'éditeur Alain de Bussac. Il se spécialise par la suite dans la représentation de plans de villes ou de quartiers illustrés : Paris, Dijon, Clermont-Ferrand,, Le Puy-en-Velay, Bordeaux, Lisbonne, Montmartre, Saint-Dié-des-Vosges...
Il est l'illustrateur du Cargo Club.
Bernard Deubelbeiss est aussi l'auteur de carnets de voyages illustrés, souvenirs de ses nombreuses pérégrinations à travers le monde.
En 2022, le CHU de Clermont-Ferrand a fait l'acquisition d'un ensemble de trente-six aquarelles de Bernard Deubelbeiss représentant les trente-six vues des Monts Dôme pour une exposition permanente dans l'hôpital. Le vernissage de cette opération a eu lieu dans le hall d'entrée du CHU le 8 septembre 2022, en présence de l'artiste.

## Livres
- Périgord noir, Dordogne et Vézère, Clermont-Ferrand, Éditions Chamina, 1996  (ISBN 2904460764)
- Surprenante Amérique : extraits du Journal des voyages, 1879-1895, Riom, Éditions L'Autre Chemin, 2017  (ISBN 9782956049821)

## Carnets de voyage
- Autocar'net de voyage au Maroc, Clermont-Ferrand, Éditions Basma, 2009
- Allier, retour aux sources, texte : François Taillandier, Vals-près-le-Puy, Éditions Hauteur d'Homme, 2016  (ISBN 109063417X)
- Le plan de Paris illustré, Vals-près-le-Puy, Éditions Hauteur d'Homme, 2020  (ISBN 9791090634282)

## Illustrations

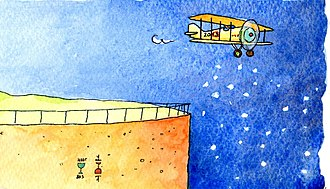
Dessin de Bernard Deubelbeiss

- Dessin de Bernard DeubelbeissCarnet pratique du pêcheur, texte : Éric Joly, Paris, Éditions Bordas, 1996  (ISBN 2040270787)
- Le funambule du ciel, texte : Marc Vella, Paris, Les Presses de la Renaissance, 2006  (ISBN 9782750901868)
- L'Épopée de Compostelle, texte : François Taillandier, Clermont-Ferrand, Éditions L'Instant Durable, 2006  (ISBN 9782864040798)
- Clermont-Ferrand absolu, texte : François Taillandier, Clermont-Ferrand, Éditions Page Centrale, 2011  (ISBN 9791090367012)
- La Fourme d'Ambert : 36 recettes du chef Thierry Chelle, texte : Aurélien Vorger, Luc Olivier Le-Puy-en-Velay, Éditions Hauteur d'Homme, 2012  (ISBN 9791090634022)
- François Gagnaire, texte : Corinne Pradier, Le-Puy-en-Velay, Éditions Hauteur d'Homme, 2012  (ISBN 9791090634039)
- Irréfutable chaîne des Puys, Clermont-Ferrand, Éditions Page Centrale, 2013  (ISBN 9791090367067)
- Rencontres étonnantes : Vichy Val d'Allier comme vous ne l'avez jamais vue !, texte : Vianney Huguenot, Vichy, Vichy éditeur, 2013  (ISBN 9782746654228)
- Le fabuleux destin de Marciac : du rêve fondateur à la passion du jazz, texte : Jacques Barnouin, Albi, Éditions Un Autre Reg'art, 2014  (ISBN 9791090894679)
- La pomme du Pilat : 40 recettes de Bruno Montcoudiol, Vals-près-le-Puy, Éditions Hauteur d'Homme, 2015  (ISBN 9791090634138)
- Les quatre vérités de notre naissance : en lien avec les quatre nobles vérités du bouddhisme, texte : Jean-Philippe Brébion, Aubagne, Éditions Quintessence, 2015  (ISBN 9782358051637)
- L'inspiration poétique, texte : Jacques Barnouin, Paris, Éditions L'Harmattan, 2016  (ISBN 9782343101217)
- Reconnaissance au Maroc (réédition du livre de Charles de Foucauld paru initialement en 1884), Riom, Éditions L'Autre Chemin, 2017  (ISBN 295604981X)
- Modestine's Travels with a Master in Coronaland, texte : Christopher MacRae, 2021  (ISBN 9781616277123)

## Maquettes en papier
- Château de Chenonceau, en collaboration avec Paul De Boever, Clermont-Ferrand, Éditions L'Instant Durable, 1983  (ISBN 2864040093)
- Arc de Triomphe, en collaboration avec Bernadette Roberjot, Clermont-Ferrand, Éditions L'Instant Durable, 1984  (ISBN 2864040107)
- Versailles (Hameau de la Reine), en collaboration avec Bernadette Roberjot, Clermont-Ferrand, Éditions L'Instant Durable, 1984  (ISBN 2864040603)
- Notre-Dame de Paris, en collaboration avec Bernadette Roberjot, Clermont-Ferrand, Éditions L'Instant Durable, 1985  (ISBN 2864040093)
- Château d'Azay-le-Rideau, en collaboration avec Bernadette Roberjot, Clermont-Ferrand, Éditions L'Instant Durable, 1985  (ISBN 2864040182)
- Château-fort, en collaboration avec Bernadette Roberjot et Jean-Louis Simonet, texte : Gabriel Fournier, Chamalières, Éditions Tomis, 1985  (ISBN 2905766018)
- Maison romaine, en collaboration avec Bernadette Roberjot et Jean-Louis Simonet, texte : Annie Regond, Chamalières, Éditions Tomis, 1985  (ISBN 290576600X)
- Maisons de marchands, en collaboration avec Bernadette Roberjot et Jean-Louis Simonet, texte : Annie Regond, Chamalières, Éditions Tomis, 1985  (ISBN 2905766042)
- Amphithéâtre romain, en collaboration avec Bernadette Roberjot et Jean-Louis Simonet, texte : Myriam Fincker, Chamalières, Éditions Tomis, 1985  (ISBN 2905766026)
- Temple égyptien, en collaboration avec Bernadette Roberjot et Jean-Louis Simonet, texte : Liliane Couzy, Chamalières, Éditions Tomis, 1986  (ISBN 2905766069)
- Église romane, en collaboration avec Bernadette Roberjot et Jean-Louis Simonet, texte : Georges Mourlevat, Chamalières, Éditions Tomis, 1986  (ISBN 2905766050)
- Temple romain, en collaboration avec Bernadette Roberjot et Jean-Louis Simonet, texte : François Baratte, Chamalières, Éditions Tomis, 1987  (ISBN 2905766077)
- La Bastille, en collaboration avec Bernadette Roberjot et Jean-Louis Simonet, Chamalières, Éditions Tomis, 1987  (ISBN 2905766107)
- La gare, en collaboration avec Bernadette Roberjot et Jean-Louis Simonet, texte : Marie-Thérèse Caille, Chamalières, Éditions Tomis, 1987  (ISBN 2905766107)
- Rue du Moyen-Âge, en collaboration avec Bernadette Roberjot, texte : Pierre Charbonnier, Paris, Éditions Gallimard/Tomis, 1987  (ISBN 2905766085)
- Les voitures extraordinaires, en collaboration avec Laurent Baatz, Paris, Éditions Bias, 1990
- Les camions extraordinaires, en collaboration avec Laurent Baatz, Paris, Éditions Bias, 1990

## Jeux de société
- Rendez-vous à Lugdunum : le jeu de la Gaule romaine (jeu de l'oie), en collaboration avec Gabrielle du Montcel, Clermont-Ferrand, Éditions L'Instant Durable, 2013  (ISBN 9782864042624)
- Les travaux de Léonard de Vinci (jeu de 7 familles), en collaboration avec Gabrielle du Montcel, Riom, Éditions L'Autre Chemin, 2018  (ISBN 9782956049869)
- La vallée des rois : Renaissance en Val de Loire (jeu de 7 familles), en collaboration avec Gabrielle du Montcel, Riom, Éditions L'Autre Chemin, 2018  (ISBN 9782956049876)